# Sylvin Rubinstein
Sylvin Rubinstein, także Sylwin Rubinstein (ur. 1914 lub 1917, zm. 30 kwietnia 2011 w Hamburgu) – tancerz flamenco, uczestnik ruchu oporu podczas II wojny światowej. 

## Życiorys
Urodził się w 1914 lub w 1917 roku, jako nieślubne dziecko polsko-żydowskich rodziców, lub rosyjskiego arystokraty i Żydówki. Wychował się w Brodach. Jego ojciec zginął z rąk bolszewików. Matka z Sylvinem i jego bliźniaczką wyjechała w 1924 roku do Rygi, gdzie rodzeństwo zaczęło uczęszczać na lekcje baletu. 
Na początku lat 30. Sylvin wraz z bliźniaczką Marią (Małke) zaczęli z dużym powodzeniem występować na europejskich scenach jako duet taneczny Imperio i Dolores wykonujący flamenco. Ich pokazy odbyły się m.in. w Budapeszcie, Bukareszcie, Hamburgu, Wiedniu, czy Berlinie, a także za oceanem: w Nowym Jorku, czy Melbourne. 
Wybuch II wojny światowej zastał rodzeństwo w Warszawie – duet w tym okresie występował w Adrii. W listopadzie 1940 roku rodzeństwo znalazło się w getcie warszawskim, z którego udało im się uciec przez zakład fryzjerski znajdujący się w murach getta. Po opuszczeniu getta Sylvin i Maria otrzymali wsparcie ze strony Niemca, majora Kurta Wernera, który pamiętał występy duetu. Rodzeństwo rozstało się na zawsze, gdy Maria wyjechała w stronę Brodów, by dotrzeć do matki, żony i dzieci Sylvina. Maria z matką zginęły w obozie zagłady w Treblince.  
Dzięki Wernerowi Sylwin dołączył do ruchu oporu w Krośnie. Posługiwał się nazwiskiem „Turski”. Pomagał przy ukrywaniu żydowskich dzieci i akcjach dywersyjnych. Krótko po akcji, podczas której przebrany za kobietę rzucił granaty w restauracji odwiedzanej przez nazistowskich wojskowych, Rubinstein wyjechał do Berlina, gdzie zamieszkał w mieszkaniu Wernera i dotrwał końca wojny. 
W latach 50. Rubinstein zaczął występować na scenach niemieckich kabaretów jako Dolores, wcielając się tym samym w rolę zmarłej siostry. Tańczył flamenco w damskich sukniach, które sam szył, zawsze występując bez partnera. 
Zmarł 30 kwietnia 2011 roku w Hamburgu. 

## Rubinstein w kulturze
W 2000 roku ukazała się książka Dolores & Imperio : die drei Leben des Sylvin Rubinstein na temat losów Rubinsteina autorstwa Kuna Kruse. Jej autor wraz z Marianem Czurą wyreżyserował później film dokumentalny Er Tanzte Das Leben (Życie tańcem pisane, 2003), który również opisuje życie tancerza. 
Reportaż Angeliki Kuźniak o Rubinsteinie został zaadaptowany na potrzeby teatru przez reżysera Marcina Libera. Przedstawienie zarejestrowano podczas Festiwalu Sztuki Reżyserskiej Interpretacje 2010. 